# Psammosiphonella
Psammosiphonella es un género de foraminífero bentónico de la subfamilia Bathysiphoninae, de la familia Rhabdamminidae, de la superfamilia Astrorhizoidea, del suborden Astrorhizina y del orden Astrorhizida. Su especie tipo es Bathysiphon arenacea. Su rango cronoestratigráfico abarca desde el Ordovícico hasta la Actualidad.

## Discusión
Clasificaciones previas incluían Psammosiphonella en el suborden Textulariina del orden Textulariida.

## Clasificación
Psammosiphonella incluye a las siguientes especies:
- Psammosiphonella aetheria
- Psammosiphonella arenacea
- Psammosiphonella bougainwillica
- Psammosiphonella cylindrica
- Psammosiphonella ferina
- Psammosiphonella limpida
- Psammosiphonella llanadoensis
- Psammosiphonella necopina